# Cilicaea dolorosa
Cilicaea dolorosa là một loài chân đều trong họ Sphaeromatidae. Loài này được Hurley & Jansen miêu tả khoa học năm 1977.